# Las Animas
Las Animas – miasto w Bent County w stanie Kolorado.

## Demografia
W 2000 liczyło 2578 mieszkańców.  W 2023 liczba mieszkańców spadła nieznacznie, do 2374 osób, a gęstość zaludnienia poniżej 720 osób/km².

## Znane osoby
Z Las Animas pochodził Kit Carson, pionier.